# Срібний м'яч (Бразилія)
Срі́бний м'яч (порт. Bola de Prata) — футбольна нагорода, яку присуджує з 1970 року журнал Placar найкращим 11-ти гравцям на своїх позиціях в чемпіонаті Бразилії. Нагороду організували журналісти Мішель Лоуренс і Маноель Мотта.

## Регламент
Володарем призу може стати будь-який гравець, який провів більше 16-ти матчів у чемпіонаті Бразилії, найкращий гравець отримує Золотий м'яч, а він і ще 10 гравців, які набрали найбільшу кількість голосів за опитуванням журналістів, нагороджуються «Срібним м'ячем». Найбільше число нагород має Рожеріо Сені, що отримував приз 6 разів, та Ренато Гаушо з 5-ма нагородами. Єдиним гравцем, який отримав приз без голосування став Пеле, який виступав у той час, коли чемпіонати Бразилії ще не проводилися, але 1973 року було ухвалено рішення дати йому спеціальний «Срібний м'яч» поза конкурсом за 1000 забитих голів.
2007 року журнал затвердив ще один приз «Срібний м'яч Торсиди», його отримує гравець, вибраний читачами Плакара. Після кожного туру першості Бразилії, журнал пропонує три, на його погляд, найкращих гравців туру, і серед них вибирається найкращий футболіст. За підсумками всіх турів, гравець, який набрав найбільшу кількість голосів, отримує «Срібний м'яч» від вболівальників.

## Переможці
| Сезон | Категорії                                | Категорії | Категорії | Категорії                                                                           |
| Сезон | Воротар                                  | Захисники | Півзахисники | Нападники                                                                           |
| ----- | ---------------------------------------- | --- | --- | ----------------------------------------------------------------------------------- |
| 1970  | Пікассо (Баїя)                           | Умберто (Атлетіку Мінейру) Бріто (Крузейро) Франциско Реєс (Фламенгу) Евералдо (Греміо)                                       | Заната (Фламенгу) Дірсеу Лопес (Крузейро) Самароне (Флуміненсе)                                                     | Вагінью (Атлетіку Мінейру) Тостао (Крузейро) Кажу (Ботафого)                        |
| 1971  | Едгардо Андрада (Васко да Гама)          | Умберто (Атлетіку Мінейру) Нельсон Пескума (Корітіба) Вантуїр (Атлетіку Мінейру) Карліндо (Сеара)                             | Вандерлей (Атлетіку Мінейру) Дірсеу Лопес (Палмейрас) Роберто Рівеліно (Корінтіанс)                                 | Антоніо Карлос (Америка) Тіан Абатіа (Корітіба) Еду (Сантус)                        |
| 1972  | Емерсон Леао (Палмейрас)                 | Аранья (Клуб Ремо) Еліас Фігероа (Інтернасьйонал) Бето Бакамарте (Греміо) Маріньйо Шагас (Ботафого)                           | Піацца (Крузейро) Адемір да Гія (Палмейрас) Зе Роберто (Корітіба)                                                   | Осні (Віторія) Кажу (Фламенгу) Альбері (АБС)                                        |
| 1973  | Агустін Сехас (Сантус)                   | Зе Марія (Корінтіанс) Атіліо Анчета (Греміо) Alfredo (Палмейрас) Маріньйо Шагас (Ботафого)                                    | Педо Омар (Америка Мінейру) Дірсеу Лопес (Крузейро) Педро Роча (Сан-Паулу)                                          | Зекінья (Ботафого) Мірандінья (Сан-Паулу) Маріо Серджіо (Віторія)                   |
| 1974  | Жоель Мендеш (Віторія)                   | Лоуро (Форталеза) Еліас Фігероа (Інтернасьйонал) Мігель Феррейра (Васко да Гама) Владімір (Корінтіанс)                        | Дуду (Палмейрас) Зіку (Фламенгу) Маріо Серджіо (Віторія)                                                            | Осні (Віторія) Луїсінью (Америка) Лула (Інтернасьйонал)                             |
| 1975  | Валдір Перес (Сан-Паулу)                 | Неліньйо (Крузейро) Еліас Фігероа (Інтернасьйонал) Амарал (Гуарані) Марко Антоніо (Флуміненсе)                                | Пауло Сезар Карпеджані (Інтернасьйонал) Пауло Роберто Фалькао (Інтернасьйонал) Зіку (Фламенгу)                      | Жил (Флуміненсе) Палінья (Крузейро) Зіза (Гуарані)                                  |
| 1976  | Манга (Інтернасьйонал)                   | Перівальдо (Баїя) Еліас Фігероа (Інтернасьйонал) Бето Фускан (Греміо) Владімір (Корінтіанс)                                   | Тоніньйо Серезо (Атлетіку Мінейру) Пауло Ізідоро (Атлетіку Мінейру) Кажу (Флуміненсе)                               | Валдоміро (Інтернасьйонал) Наркізо Доваль (Фламенгу) Лула (Флуміненсе)              |
| 1977  | Едсон (Клуб Ремо)                        | Зе Марія (Корінтіанс) Оскар (Понте-Прета) Полоцці (Понте-Прета) Марко Антоніо (Васко да Гама)                                 | Тоніньйо Серезо (Атлетіку Мінейру) Аділіо (Фламенгу) Зіку (Фламенгу)                                                | Таркізо (Греміо) Рейналдо (Атлетіку Мінейру) Кажу (Ботафого)                        |
| 1978  | Манга (Операріо)                         | Роземіро (Палмейрас) Рондінеллі (Фламенгу) Деодоро (Корітіба) Одірлей (Понте-Прета)                                           | Касапава (Інтернасьйонал) Аділіо (Фламенгу) Пауло Роберто Фалькао (Інтернасьйонал)                                  | Таркізо (Греміо) Паулінью (Васко да Гама) Жесум (Баїя)                              |
| 1979  | Жуан Леїте (Атлетіку Мінейру)            | Нельньйо (Крузейро) Осмар (Атлетіку Мінейру) Мауро Галван (Інтернасьйонал) Педрінью (Палмейрас)                               | Пірес (Палмейрас) Жорже Мендонса (Палмейрас) Пауло Роберто Фалькао (Інтернасьйонал)                                 | Жоржиньйо (Палмейрас) Жуанзіньйо (Крузейро) Роберто Динаміт (Васко да Гама)         |
| 1980  | Карлос (Понте-Прета)                     | Нельньйо (Крузейро) Жуанзіньйо (Сантус) Луїзіньйо (Атлетіку Мінейру) Жуніор (Фламенгу)                                        | Батіста (Інтернасьйонал) Тоніньйо Серезо (Атлетіку Мінейру) Сократеш (Корінтіанс)                                   | Ботельйо (Деспортіва Ферровіаріа) Балтазар (Греміо) Маріо Серджіо (Інтернасьйонал)  |
| 1981  | Хосе де ла Крус (Інтернасьйонал)         | Перівальдо (Ботафого) Мозес (Бангу) Даріо Перейра (Сан-Паулу) Маріньйо Шагас (Сан-Паулу)                                      | Зе Маріо (Понте-Прета) Пауло Ізідоро (Греміо) Елой (Інтернасьйонал Лімейра) Маріо Серджіо (Інтернасьйонал)          | Пауло Сезар (Сан-Паулу) Роберто Динаміт (Васко да Гама)                             |
| 1982  | Карлос (Понте-Прета)                     | Леандро (Фламенгу) Жуніньйо Фонсека (Понте-Прета) Едіньйо (Флуміненсе) Владімір (Корінтіанс)                                  | Батіста (Греміо) Біро-Біро (Корінтіанс) Піта (Сантус) Зіку (Фламенгу)                                               | Лусіу (Гуарані) Карека (Гуарані)                                                    |
| 1983  | Роберто Коста (Атлетіку Паранаенсі)      | Неліньйо (Атлетіку Мінейру) Марсіо Россіні (Сантус) Даріо Перейра (Сан-Паулу) Жуніор (Фламенгу)                               | Дема (Сантус) Пауло Ізідоро (Сантус) Піта (Сантус)                                                                  | Жоржиньйо Путінатті (Палмейрас) Рейналдо (Атлетіку Мінейру) Едер (Атлетіку Мінейру) |
| 1984  | Роберто Коста (Васко да Гама)            | Едсон (Корінтіанс) Іван (Васко да Гама) Уго де Леон (Греміо) Жуніор (Фламенгу)                                                | Пірес (Васко да Гама) Ромеріто (Флуміненсе) Ассіс (Флуміненсе)                                                      | Ренато Гаушо (Греміо) Тато (Флуміненсе) Роберто Динаміт (Васко да Гама)             |
| 1985  | Рафаель (Корітіба)                       | Луїз Карлос Вінк (Інтернасьйонал) Леандро (Фламенгу) Мауро Галван (Інтернасьйонал) Бейбі (Бангу)                              | Алеман (Ботафого) Дема (Сантус) Рубен Пас (Інтернасьйонал)                                                          | Маріньйо (Бангу) Карека (Сан-Паулу) Адо (Бангу)                                     |
| 1986  | Жилмар (Сан-Паулу)                       | Альфінете (Жоїнвіль) Даріо Перейра (Сан-Паулу) Рікардо Роша (Гуарані) Нелсіньйо (Сан-Паулу)                                   | Бернардо (Сан-Паулу) Піта (Сан-Паулу) Жоржиньйо (Португеза Деспортос)                                               | Сержіо Араужо (Атлетіку Мінейру) Карека (Сан-Паулу) Жуан Пауло (Гуарані)            |
| 1987  | Клаудіо Таффарел (Інтернасьйонал)        | Луїз Карлос Вінк (Інтернасьйонал) Алоїзіо (Інтернасьйонал) Луїзіньйо (Атлетіку Мінейру) Мазіньйо (Васко да Гама)              | Норберто (Інтернасьйонал) Мілтон (Корітіба) Зіку (Фламенгу)                                                         | Ренато (Атлетіку Мінейру) Берг (Ботафого) Ренато Гаушо (Фламенгу)                   |
| 1988  | Клаудіо Таффарел (Інтернасьйонал)        | Альфінете (Греміо) Оскар Агіррегарай (Інтернасьйонал) Перейра (Баїя) Мазіньйо (Васко да Гама)                                 | Пауло Родрігес (Баїя) Аділсон Еленьйо (Крісіума) Зіньйо (Фламенгу)                                                  | Бобо (Баїя) Вівіньйо (Васко да Гама) Нільсон (Інтернасьйонал)                       |
| 1989  | Жилмар (Сан-Паулу)                       | Балу (Крузейро) Пауло Серджіо (Атлетіку Мінейру) Рікардо Роша (Сан-Паулу) Мазіньйо (Васко да Гама)                            | Ельзо (Палмейрас) Раї (Сан-Паулу) Бісмарк (Васко да Гама)                                                           | Бобо (Сан-Паулу) Туліо (Гояс) Бізу (Наутіко Капібарібе)                             |
| 1990  | Роналдо Джованнеллі (Корінтіанс)         | Жил Баїяно (Ред Булл Брагантіно) Марсело Кіремітджян (Корінтіанс) Аділсон (Крузейро) Біро-Біро (Ред Булл Брагантіно)          | Сезар Сампайо (Сантус) Мазіньйо Олівейра (Ред Булл Брагантіно) Луїс Фернандо (Інтернасьйонал)                       | Ренато Гаушо (Фламенгу) Карека Б'янкезі (Палмейрас) Тіба (Ред Булл Брагантіно)      |
| 1991  | Марсело Мартелотте (Ред Булл Брагантіно) | Жил Баїяно (Ред Булл Брагантіно) Марсіо Сантос (Інтернасьйонал) Рікардо Роша (Сан-Паулу) Леонардо (Сан-Паулу)                 | Мауро Сілва (Ред Булл Брагантіно) Жуніор (Фламенгу) Мазіньйо Олівейра (Ред Булл Брагантіно) Нету (Корінтіанс)       | Карека Б'янкезі (Палмейрас) Туліо (Гояс)                                            |
| 1992  | Жілберто (Спорт Ресіфі)                  | Кафу (Сан-Паулу) Аїлтон (Спорт Ресіфі) Алешандре Торрес (Васко да Гама) Вальбер (Ботафого)                                    | Мауро Сілва (Ред Булл Брагантіно) Жуніор (Фламенгу) Неліо (Фламенгу) Зіньйо (Фламенгу)                              | Ренато Гаушо (Ботафого) Бебето (Васко да Гама)                                      |
| 1993  | Діда (Віторія)                           | Кафу (Сан-Паулу) Antônio Carlos (Палмейрас) Рікардо Роша (Сантус) Роберто Карлос (Палмейрас)                                  | Сезар Сампайо (Палмейрас) Роберто Кавало (Віторія) Джалмінья (Палмейрас) Рівалдо (Корінтіанс)                       | Едмундо (Палмейрас) Алекс Алвеш (Віторія)                                           |
| 1994  | Роналдо Джованнеллі (Корінтіанс)         | Паван (Сан-Паулу) Жорже Луїс (Гуарані) Клебер (Палмейрас) Роберто Карлос (Палмейрас)                                          | Зе Еліаш (Корінтіанс) Марселінью Каріока (Корінтіанс) Зіньйо (Палмейрас) Рівалдо (Палмейрас)                        | Луїзао (Гуарані) Аморозо (Гуарані)                                                  |
| 1995  | Вагнер (Ботафого)                        | Зе Марія (Португеза Деспортос) Андрей (Жувентуде) Карлос Гамарра (Інтернасьйонал) Маркос Адріано (Сантус)                     | Леандро Авілья (Сантус) Жамеллі (Сантус) Джованні (Сантус)                                                          | Ренато Гаушо (Флуміненсе) Туліо (Ботафого) Донізете (Ботафого)                      |
| 1996  | Діда (Крузейро)                          | Альберто (Атлетіку Паранаенсі) Аділсон (Греміо) Карлос Гамарра (Інтернасьйонал) Зе Роберто (Португеза Деспортос)              | Рікардінью (Крузейро) Луїс Карлос Гойяно (Греміо) Родріго Фабрі (Португеза Деспортос) Джалмінья (Палмейрас)         | Пауло Нунес (Греміо) Реналдо (Атлетіку Мінейру)                                     |
| 1997  | Карлос Жерману (Васко да Гама)           | Зе Карлос (Сан-Паулу) Жуніор Баяно (Фламенгу) Мауро Галван (Васко да Гама) Деде (Атлетіку Мінейру)                            | Фернандо (Інтернасьйонал) Доріва (Атлетіку Мінейру) Родріго Фабрі (Португеза Деспортос) Зіньйо (Палмейрас)          | Едмундо (Васко да Гама) Мюллер (Сантус)                                             |
| 1998  | Діда (Крузейро)                          | Франсіско Арсе (Палмейрас) Марсело Кіремітджян (Крузейро) Карлос Гамарра (Корінтіанс) Жуніор (Палмейрас)                      | Вампета (Корінтіанс) Нарцисо (Сантус) Джексон (Спорт Ресіфі) Валдо (Крузейро)                                       | Фабіо Жуніор (Крузейро) Еділсон (Корінтіанс)                                        |
| 1999  | Діда (Корінтіанс)                        | Бруно (Атлетіку Мінейру) Касапа (Атлетіку Мінейру) Роке Жуніор (Палмейрас) Леандро (Віторія)                                  | Вампета (Корінтіанс) Фредді Ринкон (Корінтіанс) Жуліано Беллетті (Атлетіку Мінейру) Марселінью Каріока (Корінтіанс) | Гільєрме (Атлетіку Мінейру) Маркес Батіста (Атлетіку Мінейру)                       |
| 2000  | Рожеріо Сені (Сан-Паулу)                 | Франсіско Арсе (Палмейрас) Лусіу (Інтернасьйонал) Кріс (Крузейро) Хуан Пабло Сорін (Крузейро)                                 | Мінейро (Понте-Прета) Рікардінью (Крузейро) Жуніньйо Пернамбукано (Васко да Гама) Жуніньйо Пауліста (Васко да Гама) | Роналдінью (Греміо) Ромаріу (Васко да Гама)                                         |
| 2001  | Емерсон (Баїя)                           | Франсіско Арсе (Палмейрас) Даніел (Сан-Каетану) Густаво (Атлетіку Паранаенсі) Лео (Сантус)                                    | Сіман (Сан-Каетану) Прето Касагранде (Баїя) Клеберсон (Атлетіку Паранаенсі) Роджер (Флуміненсе)                     | Маркес (Атлетіку Мінейру) Алекс Мінейро (Атлетіку Паранаенсі)                       |
| 2002  | Дієго (Жувентуде)                        | Мансіні (Атлетіку Мінейру) Алекс (Сантус) Фабіо Лусіано (Корінтіанс) Атірсон (Фламенгу)                                       | Тінга (Греміо) Фабіо Сімплісіо (Сан-Паулу) Рамон (Васко да Гама) Кака (Сан-Паулу)                                   | Робінью (Сантус) Жіл (Корінтіанс)                                                   |
| 2003  | Рожеріо Сені (Сан-Паулу)                 | Маурінью (Крузейро) Фабан (Гояс) Алекс (Сантус) Лео (Сантус)                                                                  | Ренату (Сантус) Клаудіо Мальдонадо (Крузейро) Марселіньйо Каріока (Васко да Гама) Алекс (Крузейро)                  | Луїс Фабіано (Сан-Паулу) Графіте (Гояс)                                             |
| 2004  | Рожеріо Сені (Сан-Паулу)                 | Пауло Баєр (Гояс) Родріго (Сан-Паулу) Дієго Лугано (Сан-Паулу) Лео (Сантус)                                                   | Мінейро (Сан-Каетану) Магран (Палмейрас) Деян Петкович (Васко да Гама) Рікардіньйо (Сантус)                         | Вашингтон (Атлетіку Паранаенсі) Робінью (Сантус)                                    |
| 2005  | Фабіо Коста (Корінтіанс)                 | Сісіньйо (Сан-Паулу) Карлос Гамарра (Палмейрас) Дієго Лугано (Сан-Паулу) Жаділсон (Гояс)                                      | Мінейро (Сан-Паулу) Марсело Маттос (Корінтіанс) Деян Петкович (Флуміненсе) Жуніньйо Пауліста (Палмейрас)            | Карлос Тевес (Корінтіанс) Рафаел Собіс (Інтернасьйонал)                             |
| 2006  | Рожеріо Сені (Сан-Паулу)                 | Ілсінью (Палмейрас, Сан-Паулу) Фабан (Сан-Паулу) Індіо (Інтернасьйонал) Клебер (Сантус)                                       | Мінейро (Сан-Паулу) Лукас Лейва (Греміо) Зе Роберто (Ботафого) Вагнер (Крузейро)                                    | Алоїзіо (Сан-Паулу) Фернандао (Інтернасьйонал)                                      |
| 2007  | Рожеріо Сені (Сан-Паулу)                 | Лео Моура (Фламенгу) Брено (Сан-Паулу) Тіагу Сілва (Флуміненсе) Клебер (Сантус)                                               | Ернанес (Сан-Паулу) Рішарлісон (Сан-Паулу) Тьяго Невес (Флуміненсе) Хорхе Вальдівія (Палмейрас)                     | Леандро Амарал (Васко да Гама) Бету Акоста (Наутіко Капібарібе)                     |
| 2008  | Рожеріо Сені (Сан-Паулу)                 | Вітор (Гояс) Андре Діас (Сан-Паулу) Міранда (Сан-Паулу) Жуан (Фламенгу)                                                       | Рамірес (Крузейро) Ернанес (Сан-Паулу) Чеко (Греміо) Вагнер (Крузейро)                                              | Боржес (Сан-Паулу) Нілмар (Інтернасьйонал)                                          |
| 2009  | Віктор (Греміо)                          | Жонатан (Крузейро) Андре Діас (Сан-Паулу) Міранда (Сан-Паулу) Клебер (Інтернасьйонал)                                         | П'єрре (Палмейрас) Пабло Гіньясу (Інтернасьйонал) Деян Петкович (Фламенгу) Марселіньйо Параїба (Корітіба)           | Дієго Тарделлі (Атлетіку Мінейру) Адріану (Фламенгу)                                |
| 2010  | Фабіо (Крузейро)                         | Маріано (Флуміненсе) Чикао (Корінтіанс) Алекс Сілва (Сан-Паулу) Роберто Карлос (Корінтіанс)                                   | Еліас (Корінтіанс) Жусілей (Корінтіанс) Вальтер Монтільйо (Крузейро) Даріо Конка (Флуміненсе)                       | Жонас (Греміо) Неймар (Сантус)                                                      |
| 2011  | Фернандо Прасс (Васко да Гама)           | Маріо Фернандес (Греміо) Деде (Васко да Гама) Пауло Андре (Корінтіанс) Жуніньйо (Фігейренсе)                                  | Паулінью (Корінтіанс) Маркос Асунсан (Палмейрас) Вальтер Монтільйо (Крузейро) Роналдінью (Фламенгу)                 | Фред (Флуміненсе) Неймар (Сантус)                                                   |
| 2012  | Дієго Кавальєрі (Флуміненсе)             | Маркос Роша (Атлетіку Мінейру) Леонардо Сілва (Атлетіку Мінейру) Ревер (Атлетіку Мінейру) Карліньйос (Флуміненсе)             | Паулінью (Корінтіанс) Ральф (Корінтіанс) Роналдінью (Фламенгу, Атлетіку Мінейру) Зе Роберто (Греміо)                | Фред (Флуміненсе) Лукас Моура (Сан-Паулу)                                           |
| 2013  | Фабіо (Крузейро)                         | Майке (Крузейро) Деде (Крузейро) Родріго (Гояс) Алекс Теллес (Греміо)                                                         | Еліас (Фламенгу) Нілтон (Крузейро) Евертон Рібейру (Крузейро) Кларенс Зеєдорф (Ботафого)                            | Дієго Тарделлі (Атлетіку Мінейру) Вальтер (Гояс)                                    |
| 2014  | Марсело Грое (Греміо)                    | Маркос Роша (Атлетіку Мінейру) Рафаел Толой (Сан-Паулу) Жил (Корінтіанс) Зе Роберто (Греміо)                                  | Чарлес Арангіс (Інтернасьйонал) Лукас Сілва (Крузейро) Рікардо Гулар (Крузейро) Гансо (Сан-Паулу)                   | Дієго Тарделлі (Атлетіку Мінейру) Паоло Герреро (Корінтіанс)                        |
| 2015  | Марсело Грое (Греміо)                    | Рафаел Гальярдо (Греміо) Педро Жеромел (Греміо) Жил (Корінтіанс) Дуглас Сантос (Атлетіку Мінейру)                             | Еліас (Корінтіанс) Рафаел Каріока (Атлетіку Мінейру) Жадсон (Корінтіанс) Ренато Аугусто (Корінтіанс)                | Лукас Пратто (Атлетіку Мінейру) Луан (Греміо)                                       |
| 2016  | Жаїлсон (Палмейрас)                      | Жеан (Палмейрас) Педро Жеромел (Греміо) Ревер (Фламенгу) Фабіо Сантос (Атлетіку Мінейру)                                      | Вілліан Аран (Фламенгу) Че Че (Палмейрас) Мозес (Палмейрас)                                                         | Робінью (Атлетіку Мінейру) Габріел Жезус (Палмейрас) Дуду (Палмейрас)               |
| 2017  | Вандерлей (Сантус)                       | Фагнер (Корінтіанс) Педро Жеромел (Греміо) Фабіан Бальбуена (Корінтіанс) Тьяго Карлето (Корітіба)                             | Мішел (Греміо) Ернанес (Сан-Паулу) Тьяго Невес (Крузейро)                                                           | Луан (Греміо) Жо (Корінтіанс) Дуду (Палмейрас)                                      |
| 2018  | Вевертон (Палмейрас)                     | Майке (Палмейрас) Педро Жеромел (Греміо) Віктор Куеста (Інтернасьйонал) Рене (Фламенгу)                                       | Родріго Доурадо (Інтернасьйонал) Бруно Енріке (Палмейрас) Лукас Пакета (Фламенгу)                                   | Евертон (Греміо) Габріел Барбоза (Сантус) Дуду (Палмейрас)                          |
| 2019  | Дієго Алвес (Фламенгу)                   | Жорже (Сантус) Лукас Веріссіму (Сантус) Густаво Гомес (Палмейрас) Рафінья (Фламенгу)                                          | Вілліан Аран (Фламенгу) Жерсон (Фламенгу) Джорджіан Де Арраскаета (Фламенгу)                                        | Бруно Енріке (Фламенгу) Габріел Барбоза (Фламенгу) Дуду (Палмейрас)                 |
| 2020  | Вевертон (Палмейрас)                     | Маурісіо Ісла (Фламенгу) Густаво Гомес (Палмейрас) Хуніор Алонсо (Атлетіку Мінейру) Гільєрме Арана (Атлетіку Мінейру)         | Еденілсон (Інтернасьйонал) Жерсон (Фламенгу) Клаудінью (Ред Булл Брагантіно) Джорджіан Де Арраскаета (Фламенгу)     | Маріньйо (Сантус) Лусіано (Сан-Паулу)                                               |
| 2021  | Еверсон (Атлетіку Мінейру)               | Маріано (Атлетіку Мінейру) Хуніор Алонсо (Атлетіку Мінейру) Лео Ортіз (Ред Булл Брагантіно) Гільєрме Арана (Атлетіку Мінейру) | Еденілсон (Інтернасьйонал) Жаїр (Атлетіку Мінейру) Ігнасіо Фернандес (Атлетіку Мінейру) Рафаел Вейга (Палмейрас)    | Галк (Атлетіку Мінейру) Артур (Ред Булл Брагантіно)                                 |
| 2022  | Кассіо (Корінтіанс)                      | Маркос Роша (Палмейрас) Густаво Гомес (Палмейрас) Муріло (Палмейрас) Хоакін Пікерес (Палмейрас)                               | Андре (Флуміненсе) Зе Рафаел (Палмейрас) Густаво Скарпа (Палмейрас) Джорджіан Де Арраскаета (Фламенгу)              | Дуду (Палмейрас) Херман Кано (Флуміненсе)                                           |